# Magomedsalam Magomedalijewitsch Magomedow
Magomedsalam Magomedalijewitsch Magomedow (* 1. Juni 1964 in Lewaschi, Dagestanische ASSR, Russische SFSR, Sowjetunion) ist ein russischer Politiker. Von 2010 bis 2013 war er Präsident der nordkaukasischen Republik Dagestan (Russische Föderation). Er bekleidet den Rang eines Wirklichen Staatsrats 1. Klasse der Russischen Föderation.

## Biographie
Magomedsalam Magomedow studierte von 1981 bis 1986 an der wirtschaftswissenschaftlichen Fakultät der Staatlichen Dagestanischen Universität in Machatschkala. Von 1986 bis 1990 war er Aspirant der Plechanow-Akademie für Wirtschaft in Moskau. 1991 kehrte Magomedow als Dozent an die Dagestanische Universität zurück und leitete zuletzt den Lehrstuhl für Ökonomie und Soziologie der Arbeit. Seit 1998 war er (ab 2001 hauptamtlich) als Berater bzw. Mitarbeiter der dagestanischen Regierung tätig. So leitete er eine Arbeitsgruppe für die Erschließung des vor der Küste Dagestans liegenden Schelfs im Kaspischen Meer. Magomedow wurde mehrfach ins Parlament der Republik Dagestan gewählt. Von Februar 2006 bis April 2007 war er Parlamentspräsident.

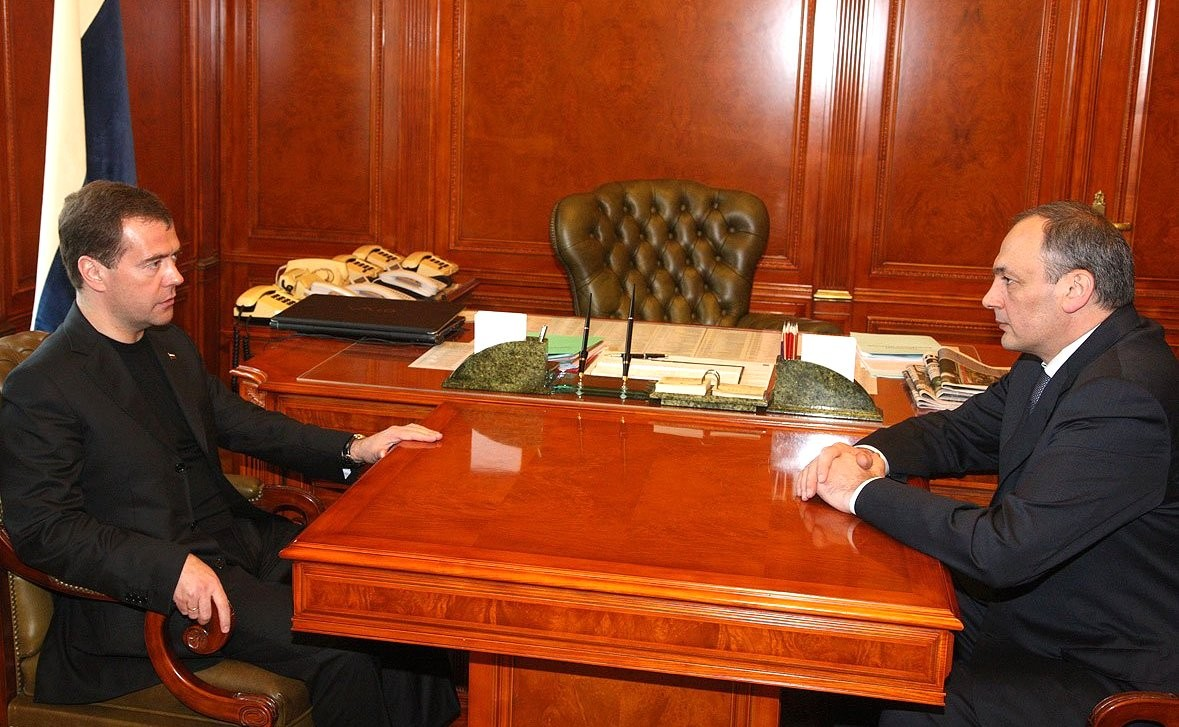
Magomedsalam Magomedow (rechts) mit dem russischen Präsidenten Dmitri Medwedew

Im Februar 2010 wurde Magomedsalam Magomedow vom russischen Präsidenten Dmitri Medwedew für das Amt des Präsidenten Dagestans vorgeschlagen. Im selben Monat wählte ihn das Parlament zum neuen Oberhaupt Dagestans. Im Januar 2013 wurde er von seinem Amt entbunden und nach Moskau versetzt, wo er den Posten des stellvertretenden Leiters der Präsidialverwaltung übernimmt. Zu seinem kommissarischen Nachfolger als Präsident Dagestans wurde Ramasan Abdulatipow ernannt.
Magomedow war auch als Fußballspieler und -funktionär tätig. 1990 absolvierte er als Torwart drei Spiele für Dynamo Machatschkala. Von 2001 bis 2002 war er Vizepräsident von Anschi Machatschkala.
Magomedsalam Magomedow ist der Sohn des ehemaligen Präsidenten Dagestans Magomedali Magomedow. Er gehört der darginischen Volksgruppe an.